# Philharmonie Kaunas

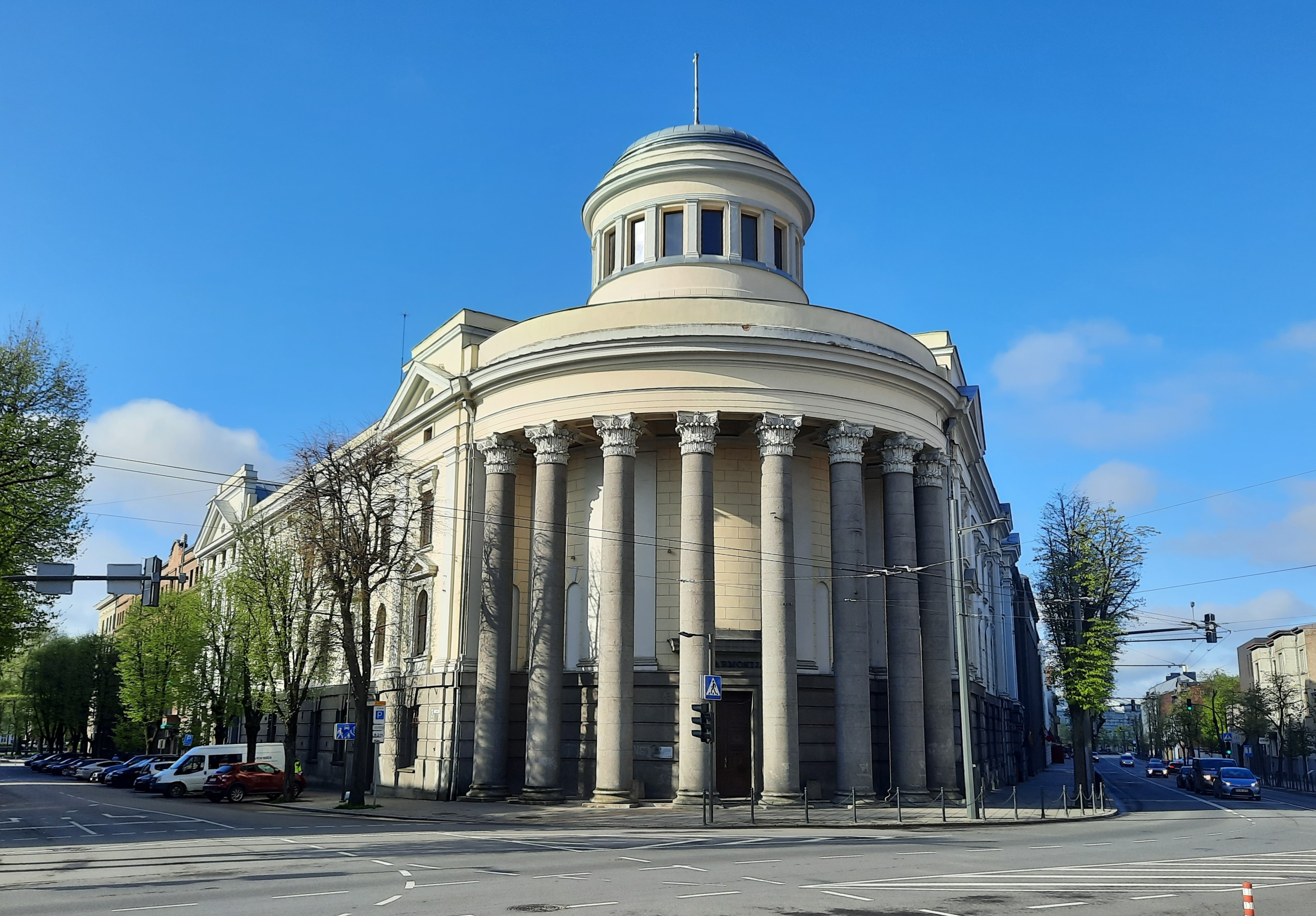
Fassade der Philharmonie

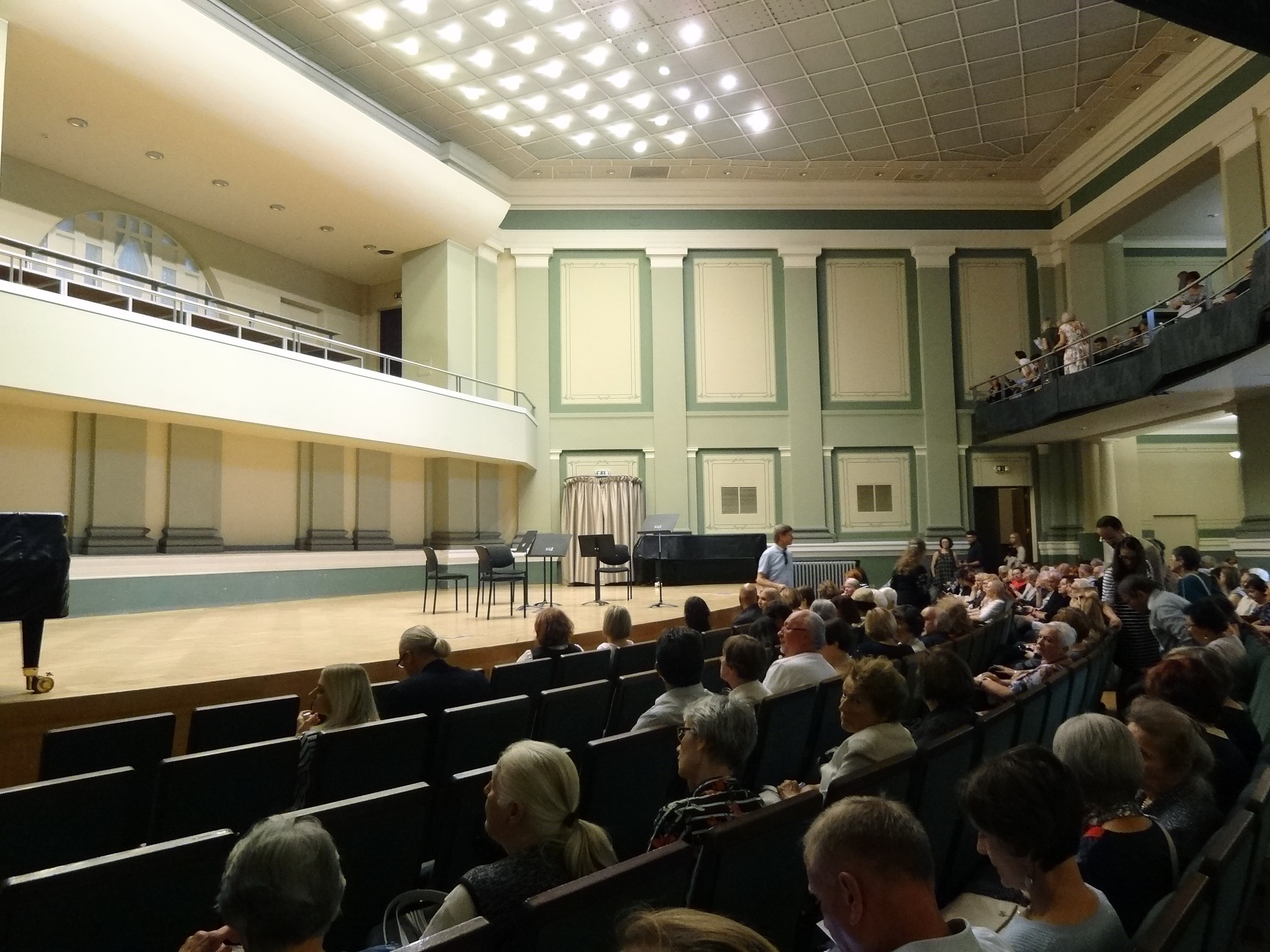
Der renovierte Konzertsaal der Philharmonie während einer Konzertpause, 2019, fot. Ivonna Nowicka

Die Philharmonie Kaunas (lit. Kauno valstybinė filharmonija) ist eine Konzertgesellschaft in Kaunas, der zweitgrößten Stadt Litauens. In der Philharmonie spielen der Staatschor Kaunas, das Sinfonieorchester Kaunas sowie das Streichquartett Kaunas. Der Saal verfügt über 530 Plätze.

## Geschichte
Das Gebäude der Philharmonie an der Ecke der E.-Ožeškienės- und der L.-Sapiegos-Straße wurde von 1925 bis August 1928 nach Plänen des Architekten Edmundas Frykas errichtet. Der Stil des viergeschossigen Gebäudes ist ein mit Art-déco-Elementen bereicherter Neoklassizismus.
Im Gebäude waren das Justizministerium Litauens und Gerichte untergebracht. Von 1936 bis 1940 hatte der vierte Seimas, das litauische Parlament, seine Sitzungen in der Philharmonie.
Das Gebäude gehört zum Kulturerbe. Von 2005 bis 2008 wurde es nach Plänen der Architektin Rymantė Gudienė rekonstruiert.